# إسماعيل قبلان
إسماعيل حسن قبلان (1922 -2007) هو من أوائل وقادة المتطوعين الدروز في قوات الأمن ومؤسسي وحدة الأقلية. كان قبلان أول ضابط درزي في الجيش الإسرائيلي والوحيد الذي خدم أيضا كضابط في الجيش السوري. 

## السيرة العسكرية
ولد قبلان عام 1922 في جبل الدروز في سوريا خدم في الجيش البريطاني في الحرب العالمية الثانية ثم خدم لاحقا كضابط في الجيش السوري حيث وصل إلى منصب نائب قائد السرية في عام 1948، تطوع قبلان نائبا عن الفوج الدرزي الذي يرأسه شكيب وهاب الذي انضم إلى جيش الإنقاذ بقيادة فوزي القاوقجي. وفي نيسان/ أبريل 1948 دخل الفوج الجليل وأقيم مقره في شفاعمرو في محاولة لعزل حيفا في وادي يزراعيل، قاتل الفوج في معركة رمات يوشانان وانتهت المعركة من كلا الطرفين بمقتل 28 قتيلا درزيا و 21 يهوديا.
اجتمع قبلان في لقاء مع موشي ديان، وفي اللقاء اقتنع قبلان من كلام ديان بأنه لا توجد عداوة بين اليهود والدروز في الجليل، وأن اليهود سينتصرون في الحرب، وأن وقف إطلاق النار هو اهتمام الطرفين. ساعد قبلان في تنظيم لقاء لقائد الكتيبة وهاب مع أفراد الهاجاناه، وبأمر منه تقرر انسحاب الكتيبة إلى سوريا.
وبحسب ما أفاد به مردخاي شكفيتش فإن قبلان أخذ على عاتقه تنفيذ عملية تخريبية على طريق بيت جن – باكعين، لكنه لم ينفذها، فيما بعد انحلت الكتيبة وتراجع إدراجها إلى مستوطنة المالكية حيث دارت معركة مع وحدة البلماح (معركة المالكية الثانية) ثم تراجعت الكتيبة إلى لبنان ومن ثم عادت إلى سوريا.

## الهروب إلى اسرائيل
بعد عودة الكتيبة إلى سوريا اضطر قبلان إلى الاختباء بسبب إشاعات تداولها الناس عن خيانته لسوريا، قاد مجموعة صغيرة من المقاتلين الذين قرروا الانتقال إلى الجانب الإسرائيلي والقتال إلى جانب سكان الكرمل والجليل الذين انضموا إلى الجيش الإسرائيلي. هرب قبلان من دمشق إلى بيروت ومن هناك إلى حرفيش، عندما قبضت عليه الهاجاناه سُجِن بالقرب من نحاليل وأُطلق سراحه من السجن بأمر من شيروا زيد. واستقر في عسفيا ثم تجنّد في صفوف الجيش الإسرائيلي برتبة ملازم. وتبعه عشرات الجنود الدروز عبروا من سوريا إلى إسرائيل. تنقّل قبلان بزي ضابط بين القرى الدرزية في الجليل والكرمل وقام بتجنيد حوالي مائتي منهم في الجيش الإسرائيلي.
نظّم رجاله في وحدة الأقلية في النقب، تحت قيادة حاييم ليفكوف، وعُيّن نائبا له في عام 1954. أُطلق سراحه من الجيش الإسرائيلي وكان في لبنان في مهمة استخباراتية ثم جُنّد في حرس الحدود كقائد وحدة، وتولى قيادة القضاء على المتسلل مصطفى صموئيلي في القدس عام 1956. شارك بصفته أحد أفراد حرس الحدود في عملية قادش وشارك في معارك احتلال غزة.
تقاعد قبلان من حرس الحدود برتبة ملازم عام 1980. وفي عام 1982 عُيّن حاكما عسكريا في الحاصبية برتبة مقدم. وفي عام 1984 أنهى عمله وتاب وتعمّق في الدين الدرزي وأصبح رجل دين ولقب بالشيخ. و -في الوقت نفسه- كان عضو في مجلس إدارة بيت الدين اللبناني.
توفي قبلان في 4 تشرين الأول (أكتوبر) 2007 في قرية عسفيا ودفن في جنازة شهدت حضورا كبيرا.

## الحياة الشخصية
خدمَ أبنائه وأحفاده في الجيش الإسرائيلي، وكان بعضهم ضباطا.
وكان ابنه جهاد قبلان ضابطا فرعيا في حرس الحدود وشغل منصب قائد شرطة القدس . 
حفيده هو أول طيار مقاتل درزي في سلاح الجو الإسرائيلي.